# Ceratostylis simplex
Ceratostylis simplex är en orkidéart som beskrevs av Carl Ludwig von Blume. Ceratostylis simplex ingår i släktet Ceratostylis och familjen orkidéer. Inga underarter finns listade i Catalogue of Life.